# Кронах (район)
Кро́нах (нем. Kronach) — район в Германии, в  административном округе Верхняя Франкония Республики Бавария. Центр района — город  Кронах. Региональный шифр — 09 476. Регистрационные номера транспортных средств — KC, SAN.
По данным на 31 декабря 2015 года / 31 декабря 2015 года:
- территория — 65 153,32 га;[3]
- население  — 67 916 чел.;[1]
- плотность населения — 104.37 чел./км²;
- землеобеспеченность с учётом внутренних вод — 9582 м²/чел.

## Административное устройство

Муниципалитеты района Кронах (Бавария)

Район подразделяется на 18 общин.

### Города
1. Кронах (18 151)
2. Людвигсштадт (3 818)
3. Тойшниц (2 242)
4. Валленфельс (3 125)

### Ярмарки
1. Кюпс (8 242)
2. Марктродах (3 993)
3. Митвиц (3 045)
4. Нордхальбен (2 063)
5. Прессиг (4 313)
6. Теттау (2 503)
7. Штайнвизен (3 852)

### Общины
1. Вайсенбрунн (3 106)
2. Вильгельмсталь (4 112)
3. Райхенбах (813)
4. Чирн (603)
5. Шнеккенлоэ (1 180)
6. Штайнбах-ам-Вальд (3 595)
7. Штоккхайм (5 323)

### Объединения общин
1. Управление Митвиц
2. Управление Тойшниц

## Достопримечательности
- Лауэнштайн — старинный дворцово-парковый комплекс

## Население
По оценке на 31 декабря 2015 года население района Кронах составляет 67 916 чел. 

| Дата      | 1840  | 1871  | 1900  | 1925  | 1939  | 1950  | 1961  | 1970  | 1987  | 2011  |
| --------- | ----- | ----- | ----- | ----- | ----- | ----- | ----- | ----- | ----- | ----- |
| Население | 40458 | 46943 | 49409 | 59371 | 62511 | 82002 | 79501 | 80716 | 75353 | 69928 |

| Год       | 1960  | 1970  | 1980  | 1990  | 2000  | 2009  | 2010  | 2011  | 2012  | 2013  | 2014  | 2015  |
| --------- | ----- | ----- | ----- | ----- | ----- | ----- | ----- | ----- | ----- | ----- | ----- | ----- |
| Население | 79136 | 80615 | 76405 | 76670 | 75591 | 70941 | 70106 | 69599 | 69095 | 68484 | 67998 | 67916 |

## Внешние ссылки
- Официальная страница